# Robert Coppola Schwartzman

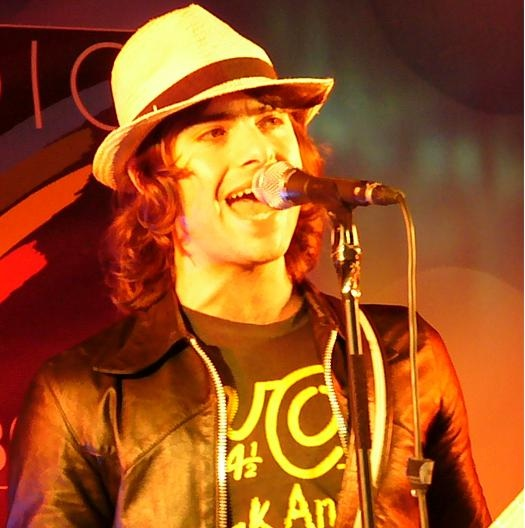
Robert Schwartzman (2008)

Robert Coppola Schwartzman (auch Robert Schwartzman-Cage oder Robert Carmine; * 24. Dezember 1982 in Los Angeles, Kalifornien) ist ein US-amerikanischer Schauspieler, Sänger und Songwriter.

## Leben und Werdegang
Schwartzman ist eines der drei Kinder des Filmproduzenten Jack Schwartzman und Schauspielerin Talia Shire. Er ist zudem der Bruder von Jason Schwartzman (ehemaliger Schlagzeuger und Gründungsmitglied der Band Phantom Planet), der Neffe von Francis Ford Coppola, der Cousin von Nicolas Cage und Sofia Coppola sowie der Halbbruder von John Schwartzman.
1998 bekam er eine kleine Nebenrolle in Sofia Coppolas Kurzfilm Lick the Star. Ein Jahr später führte diese Regie bei The Virgin Suicides, hier spielte Schwartzman neben bekannten Schauspielern die Rolle des Paul Baldino.
Zu seinen bekanntesten Rollen zählt die des Michael Moscovitz in Garry Marshalls Film Plötzlich Prinzessin aus dem Jahr 2001. Vor Kinostart beabsichtigte er, seinen Namen in Anlehnung an seinen bekannten Cousin Nicolas Cage in Robert Cage abzuändern. Da die Werbung für den Film aber bereits angelaufen und Schwartzman der Presse schon vorgestellt worden war, beließ er es dabei. Der Soundtrack des Films beinhaltet den von ihm geschriebenen Song Blueside.
2001 machte er seinen Schulabschluss an der Windward School in Los Angeles. Seit 2002 zog sich Schwartzman aus dem Filmgeschäft zurück und arbeitet als Musiker mit seiner Band Rooney. Er ist dort Frontsänger, Gitarrist und Songwriter. Er hat sich zu diesem Zweck das Pseudonym Robert Carmine zugelegt, um seine Musikkarriere von seiner Filmkarriere zu trennen.
2004 hatte er mit seiner Band einen Gastauftritt in der 15. Folge der Serie O.C., California.
Sein Regiedebüt The Good Half, mit Nick Jonas, David Arquette, Brittany Snow und Alexandra Shipp in den Hauptrollen, soll im Juni 2023 beim Tribeca Film Festival seine Premiere feiern.

## Filmografie
- 1998: Lick the Star
- 1999: The Virgin Suicides
- 2001: Plötzlich Prinzessin (The Princess Diaries)
- 2007: Look
- 2010: Somewhere
- 2019: Lost Transmissions
- 2023: The Good Half (Regie)
- 2023: Not an Artist
- 2024: The Last Showgirl